# Тольтен (река)
Тольтен (исп. Río Tolten) — река в провинции Каутин (область Араукания, Чили).

## География
Река берёт начало в озере Вильяррика у одноимённого города на высоте 230 метров. Течёт по дуге (северо-запад — запад — юго-запад), впадает в Тихий океан юго-западнее Тольтена.
Длина реки составляет 123 км, а общая площадь бассейна равна 8398 км². В своём устье Тольтен достигает ширины 500 метров. Главный приток — река Альипен.
Населённые пункты на берегах реки: Вильяррика, Питруфкен, Теодоро-Шмидт, Тольтен.
Долгое время река служила границей между мапуче и уильче.

## Галерея фотографий реки Тольтен

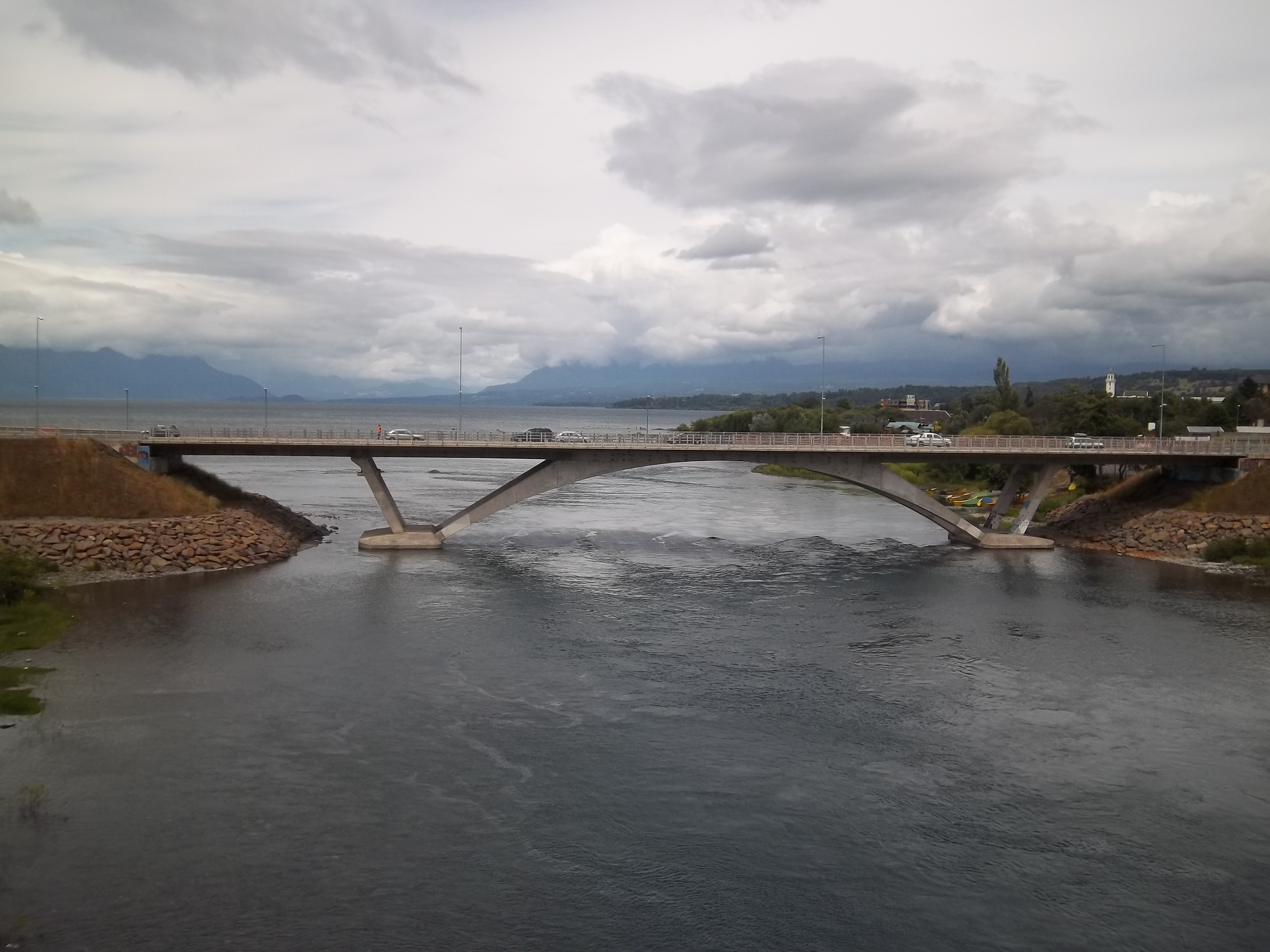
Мост через реку у Вильяррики
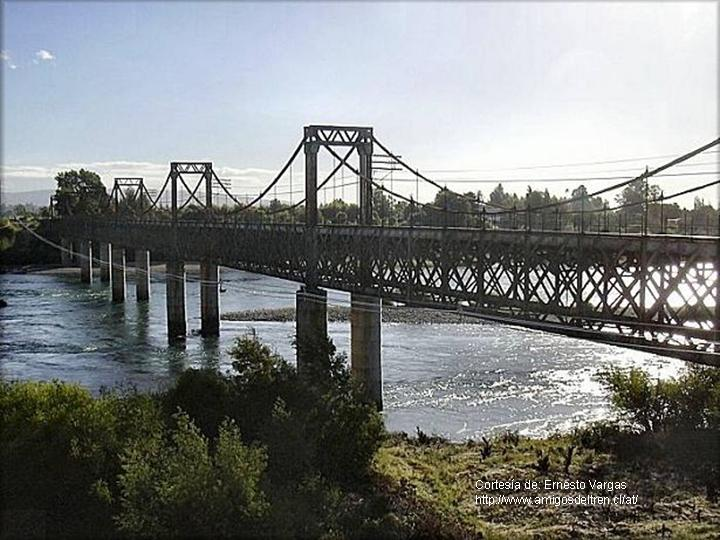
Мост через реку в Питруфкене
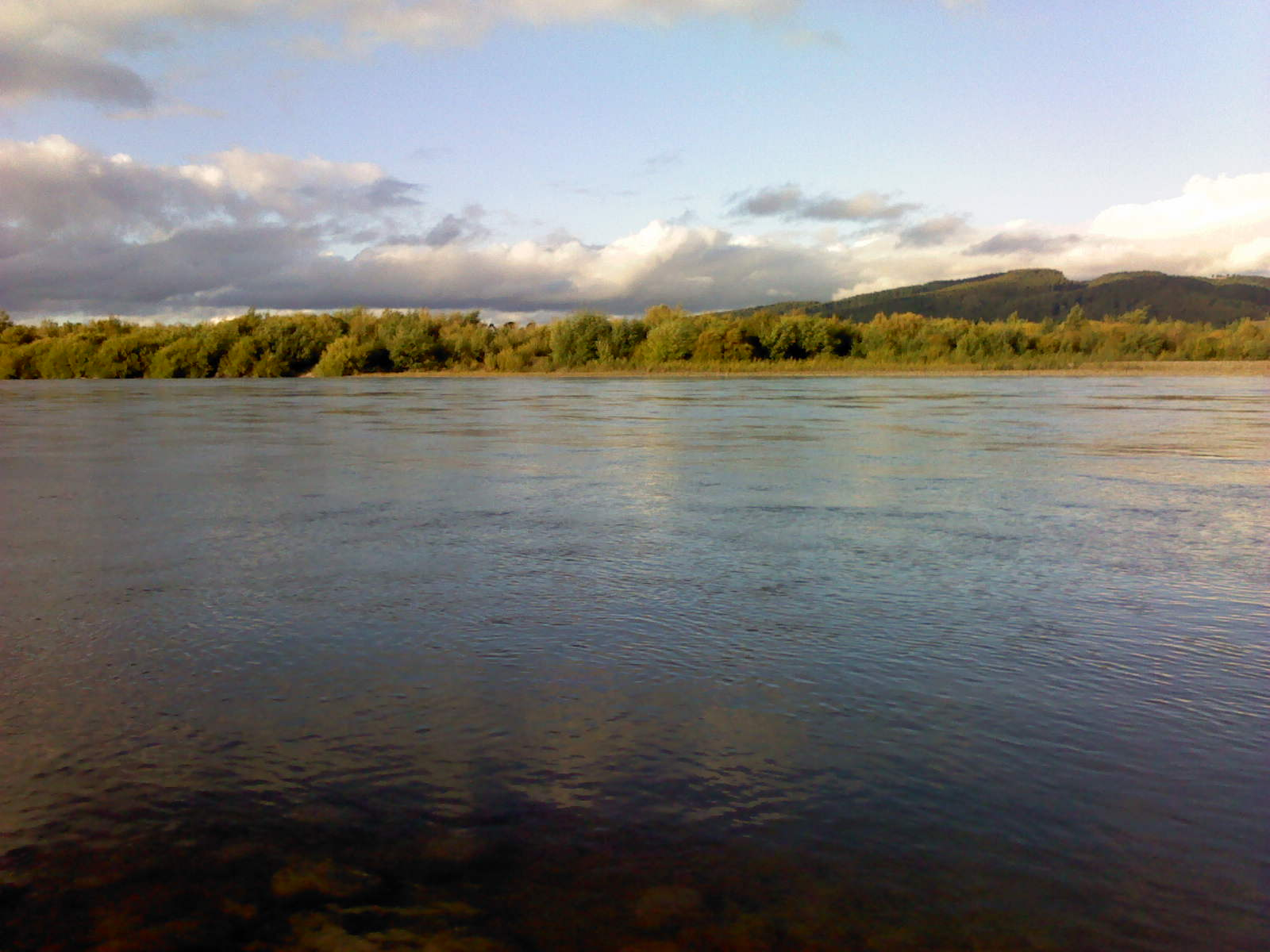
Вид на реку
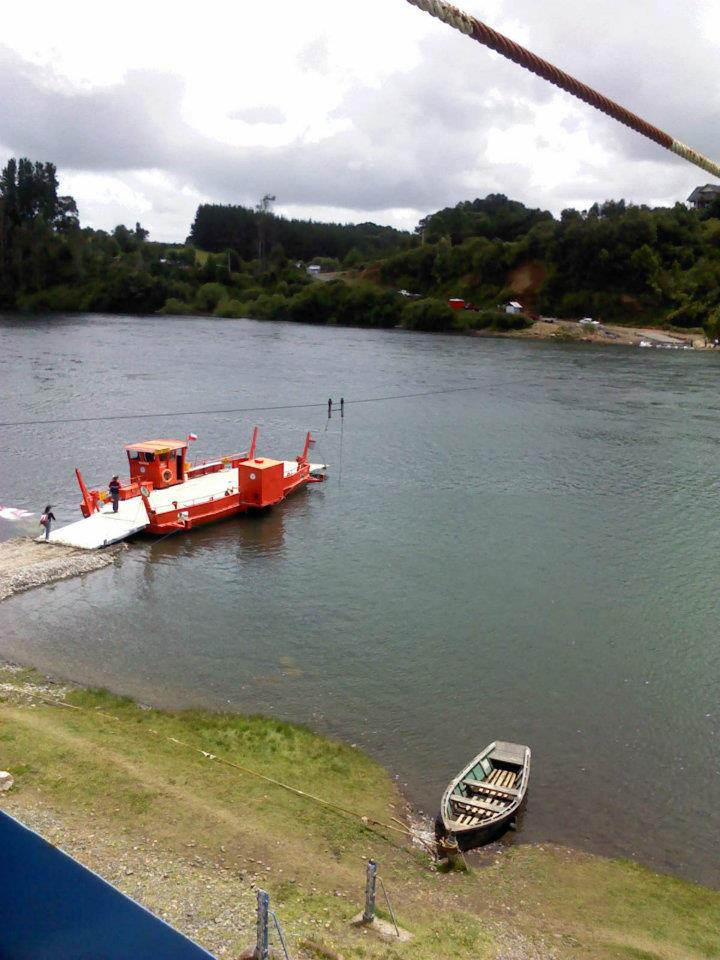
Паром на реке
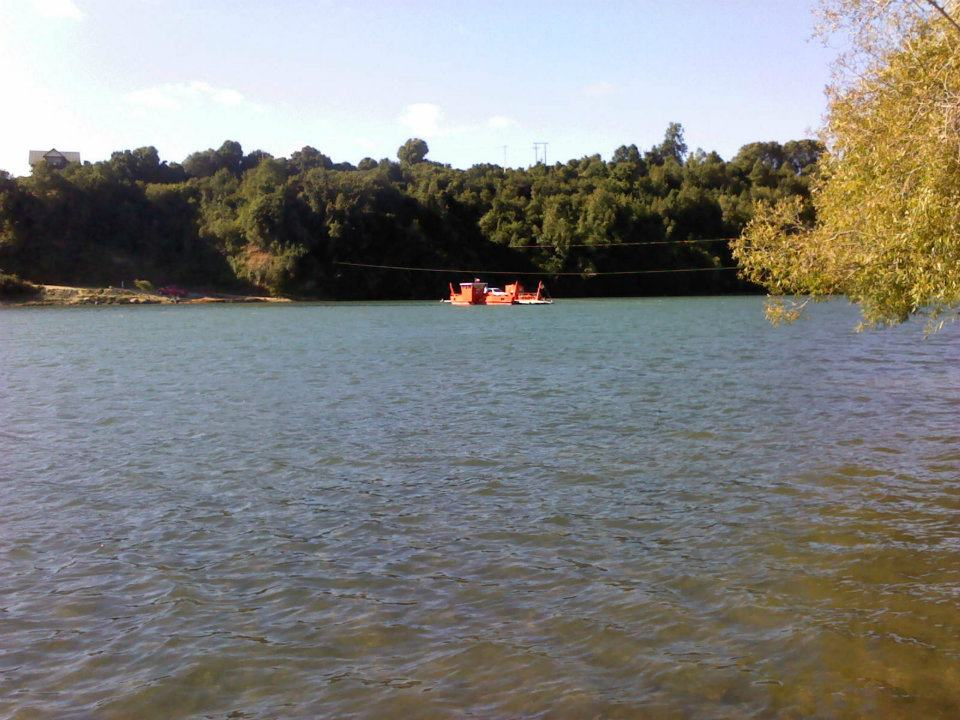
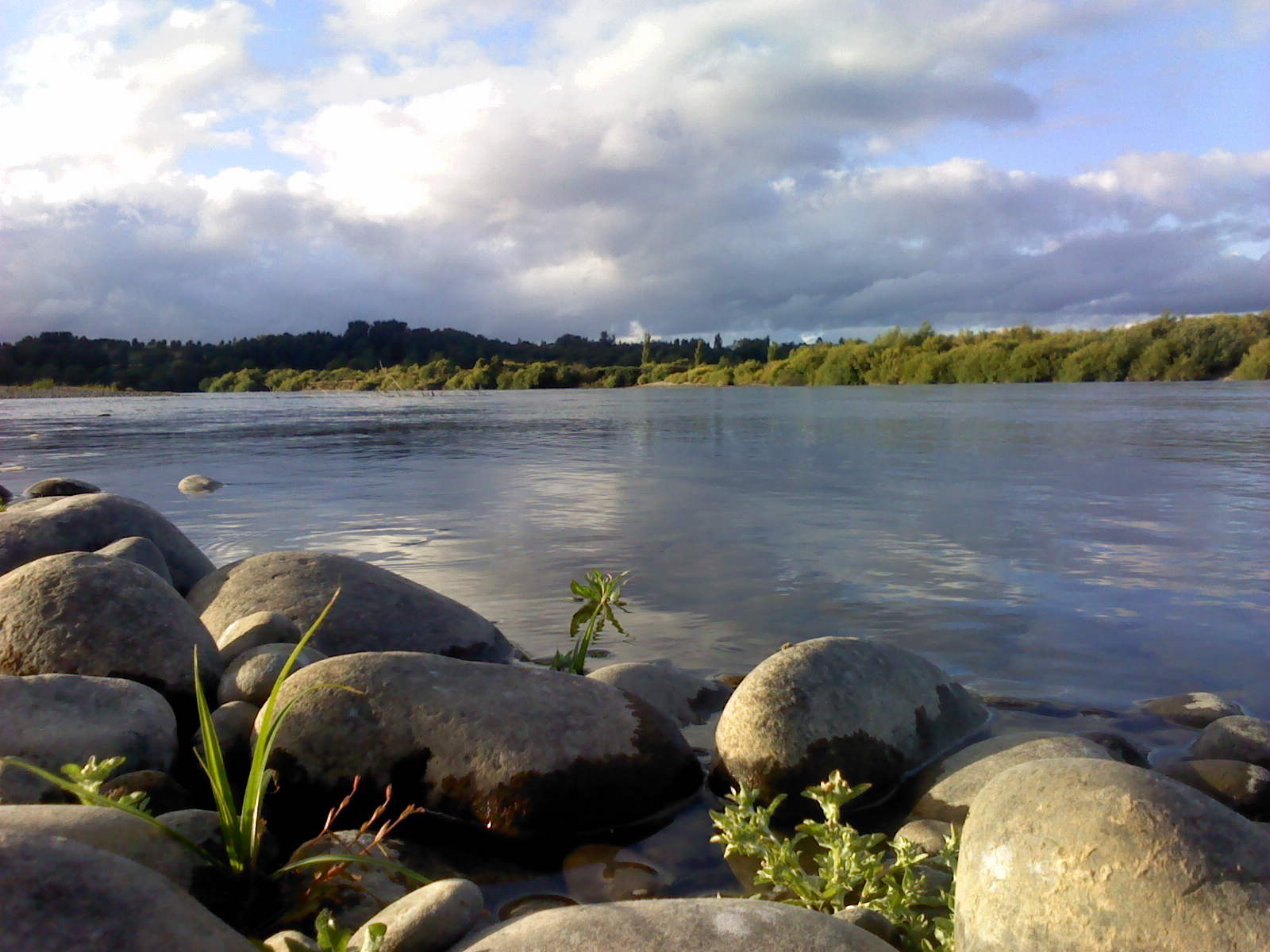
Вид на реку с берега